# Richard Beresford
Richard Beresford (* 1755 bei Charleston, Province of South Carolina; † 6. Februar 1803 in Charleston, South Carolina) war ein US-amerikanischer Jurist, Offizier in der Kontinentalarmee und Politiker der Province of South Carolina.

## Werdegang
Das Geburtsdatum von Richard Beresford ist unbekannt. Er wurde am 3. Juni 1755 in der Kirche St. Thomas and St. Denis Parish im Berkeley County (South Carolina) getauft. Beresford wuchs in einer wohlhabenden Familie auf. Er wurde nach England geschickt, wo er in Middle Temple in London Jura studierte. Beresford graduierte 1773 und kehrte dann nach South Carolina zurück, wo er als Anwalt zu praktizieren begann. Darüber hinaus war er auch als Plantagenbesitzer. Er besaß weitläufige Ländereien in Berkeley und Colleton Counties (South Carolina) sowie England.
Beresford kämpfte während des Amerikanischen Unabhängigkeitskrieges in der Kontinentalarmee. Er diente unter Brigadegeneral Huger im Georgia-Feldzug von 1778. Danach war er als Aide-de-camp von Brigadegeneral Moultrie tätig. Zu jener Zeit bekleidete er den Dienstgrad eines Captains. Nach dem Fall von Charleston im Mai 1780 geriet er in Kriegsgefangenschaft und war bis zu seinem Austausch 1781 in St. Augustine (Florida) inhaftiert. Einer seiner Mitgefangenen war Christopher Gadsden, der damalige Vizegouverneur von South Carolina.
Nach ihrer Rückkehr nach South Carolina wurde Beresford 1781 von den Gemeinden St. Philips und St. Michael in das Repräsentantenhaus von South Carolina gewählt. Am 30. Januar 1782 wählte ihn die South Carolina General Assembly für eine zweijährige Amtszeit in den Staatsrat (Privy Council). Er wurde im Januar 1783 zum Vizegouverneur von South Carolina gewählt. Als Folge davon trat er von seinem Abgeordnetensitz zurück. Beresford bekleidete den Posten des Vizegouverneurs vom 4. Februar 1783 bis zu seinem Rücktritt am 15. März 1783. Zu diesem Zeitpunkt wurde er in den Kontinentalkongress gewählt, um dort die Vakanz von John Lewis Gervais zu füllen. Beresford war dort als Delegierter vom 30. Mai 1783 bis zum 3. Juni 1784 tätig. Danach zog er sich von der politischen Bühne zurück und nahm seine Tätigkeit auf seiner Plantage wieder auf. Darüber hinaus betätigte er sich auch literarisch. Er veröffentlichte 1798 Vigil in Charleston.